# Honda Beat
L'Honda Beat és un Kei car de carrosseria descapotable biplaça, amb motor central i tracció posterior produït a partir de maig de 1991 fins a febrer de 1996. El Beat va ser l'últim cotxe aprovat per Soichiro Honda abans de morir en 1991. El nombre total de vehicles produïts va ser d'alrededor de 33.600. La major part de la producció (entorn de dos terços) es van produir el primer any i després la producció i les vendes van caure dràsticament. El disseny del cotxe es va deixar en mans del dissenyador italià Pininfarina, qui després va vendre el pla de disseny d'Honda. El Beat va ser un dels molts cotxes dissenyats per a aprofitar la classe Kei car del Japó.
Hi havia dos models principals del Beat: El PP1-100 i el PP1-110 i un parell de versions d'edició limitada. Les variacions sobre el primer model eren sols canvis estètics. Només el segon model tenia diferències mecàniques reals. Tots els models comptaven amb frens de disc en les quatre rodes i suspensió Mc Pherson independent. Tots els cotxes s'oferien amb l'opció coixí de seguretat en el costat del conductor. El cotxe es va vendre exclusivament al Japó en els punts de venda de concessionaris Honda Primo.
Seguint la tendendia d'Honda, el motor del Beat no va utilitzar un turbo o supercarregador. La cilindrada era de 656 cc modificada amb sistema MTREC (Multi Throttle Responsive Engine Control), amb cossos de papallona individuals per a cadascun dels tres cilindres, per a produir 64 CV a 8.100 rpm amb una velocitat màxima limitada electrònicament de 135 km/h (84 mph). Només estava disponible amb transmissió manual. El disseny del MTREC es va utilitzar després en el Kei car Honda Today el 1993.
El Beat va ser part d'una ona de cotxes esportius de mida Kei car a principis de la dècada de 1990. Entre els seus competidors s'inclouen el Suzuki Cappuccino i Mazda Autozam AZ- 1. Una dècada més tard va arribar el Smart Roadster, mentre que al Japó no tornaria a veure un nou model del gènere fins al Daihatsu Copen. En l'actualitat Honda ha presentat el successor del Beat, l'Honda S660 presentat en 2013.
El 9 de maig de 2010, es va organitzar una desfilada al circuit Twin Ring Motegi com a part d'una reunió anual de propietaris d'Honda Beat. Es van reunir un total de 569 Beats en la desfilada que està certificada per Guinness World Rècords com la desfilada més gran d'automòbils Honda. El registre es mostra en el llibre el 2011.

## Versions
- Equipament de sèrie:
  - Aire condicionat, alçavidres elèctric, cinturó de 3 punts de seguretat, parasol, estabilitzador davanter, lluna davantera laminada, llunes laterals de vidre temperat, fars halògens, capota, llandes d'acer.

- Models:
  - 1992/02: Beat Version F. Color Aztec Green Pearl i llandes d'aliatge
  - 1992/05: Beat Version C. Color Captiva Blue Pearl i llandes d'aliatge
  - 1993/05: Beat Version Z. Color Blade Silver Metallic o Evergrade Green Metallic, tres rellotges negres, parafangs, un aleró posterior, embellidor de tub d'escapament i llandes d'aliatge.

## Successor
A l'abril de 2009, Best Car va informar que Honda estava pensant en el successor del Beat. Seria un cotxe de motor davanter que usaria la plataforma i el motor de 660cc de l'Honda Life i Honda Zest. El Beat FWD es va considerar un rumor fins que Honda va presentar una patent que suggereix que el successor del Beat podria ser un motor central i posteriorment es va donar a conèixer l'Honda S660.